# 百匯生命房地產投資信託
百匯生命房地產投資信託（Parkway Life Real Estate Investment Trust，SGX：C2PU），在2007年由百匯控股有限公司分拆醫療房地產信託基金上市，主要在新加坡和日本部份地區經營医疗保健产业。
總部位於390 Orchard Road #16-01 to 04 Palais Renaissance Singapore 238871。主席為Lim Kok Hoong，以及總裁為Dr Ronnie Tan。該股份在2007年8月23日於新加坡交易所主板上市。招股價為1.28新加坡元，發行股份為288,865,000股，集資額為370,000,000新加坡元。這是自從在2006年，先鋒醫療產業信託在新加坡上市的醫療房地產信託基金後，再有醫療房地產信託基金上市，也就是第2家。

## 連結
- PLifeREIT.com （页面存档备份，存于）